# Trimeresurus borneensis
Espèce
Synonymes
- Atropophis borneensis Peters, 1872

Statut de conservation UICN

 LC  : Préoccupation mineure
Trimeresurus borneensis est une espèce de serpents de la famille des Viperidae.

## Répartition
Cette espèce se rencontre :
- en Indonésie au Kalimantan et à Sumatra ;
- au Brunei ;
- en Malaisie ;
- en Thaïlande.

## Description
C'est un serpent venimeux.

## Étymologie
Son nom d'espèce, composé de borne[o] et du suffixe latin -ensis, « qui vit dans, qui habite », lui a été donné en référence au lieu de sa découverte, l'île de Bornéo.

## Publication originale
- Peters, 1872 : Übersicht der von den Herren M.se G. Doria und D.r O. Beccari in Sarawack auf Borneo von 1865 bis 1868 gesammelten Amphibien. Annali del Museo Civico di Storia Naturale di Genova, ser. 1, vol. 3, p. 27-45 (texte intégral).